# Teng Haining
Pour les articles homonymes, voir Haining (homonymie).
Teng Haining (né le 25 juin 1993) est un athlète chinois, spécialiste du demi-fond.

## Biographie

### Palmarès
| Date | Compétition                  | Lieu     | Résultat | Épreuve | Temps         |
| ---- | ---------------------------- | -------- | -------- | ------- | ------------- |
| 2011 | Universiade                  | Shenzhen | 2e       | 800 m   | 1 min 46 s 62 |
| 2011 | Universiade                  | Shenzhen | 4e       | 1 500 m | 3 min 48 s 71 |
| 2012 | Championnats d'Asie en salle | Hangzhou | 4e       | 800 m   | 1 min 51 s 05 |
| 2012 | Championnats d'Asie juniors  | Colombo  | 1er      | 800 m   | 1 min 46 s 56 |
| 2012 | Championnats d'Asie juniors  | Colombo  | 2e       | 1 500 m | 3 min 43 s 00 |
| 2013 | Jeux de l'Asie de l'Est      | Tianjin  | 2e       | 800 m   | 1 min 53 s 52 |
| 2014 | Jeux asiatiques              | Incheon  | 2e       | 800 m   | 1 min 47 s 81 |

### Records
| Épreuve      | Performance   | Lieu  | Date             |
| ------------ | ------------- | ----- | ---------------- |
| 800 mètres   | 1 min 46 s 32 | Pékin | 21 mai 2014      |
| 1 500 mètres | 3 min 42 s 05 | Hefei | 9 septembre 2011 |